# Президентские выборы в Гватемале (1898)
Президентские выборы в Гватемале проходили на протяжении семи дней в сентябре 1898 года. Перед выборами Мануэль Эстрада Кабрера основал первую настоящую политическую партию в Гватемале, когда начал принимать в партийные ряды людей извне узкого круга влиятельных либералов.
Эти выборы считаются сфальсифицированными, так как конституционные гарантии были отменены на месяц и оппозиционный кандидат Хосе Леон Кастильо не мог вести свою предвыборную кампанию. Мануэль Эстрада Кабрера был объявлен победителем с 99,8% голосов, хотя количество поданных голосов примерно в три раза превышало количество избирателей на тот момент. 
Законодательное собрание постановило 26 сентября 1898 года, что президентский срок начинается 15 марта 1899 года, но Кабрера, тем не менее, начал свою президетнскую деятельность 2 октября 1898 года.

## Результаты
| Кандидат                           | Партия                             | Голоса  | %     |
| ---------------------------------- | ---------------------------------- | ------- | ----- |
| Мануэль Эстрада Кабрера            | Либеральная партия                 | 312 797 | 99,79 |
| Хосе Леон Кастильо                 | Либеральная партия                 | 672     | 0,21  |
| Недействительных/пустых бюллетеней | Недействительных/пустых бюллетеней |         | –     |
| Всего                              | Всего                              | 313 469 | 100   |
| Источник: Luján Muñoz              |                                    |         |       |